# Соч'єль
Соч'є́ль (рос. Сочъель) — річка в Республіці Комі, Росія, права притока річки Соч, лівої притоки річки Когель, правої притоки річки Ілич, правої притоки річки Печора. Протікає територією Троїцько-Печорського району.
Річка протікає на південний захід та південь.